# Гайнц Фінке
Гайнц Фінке (нім. Heinz Vinke; 22 травня 1920, Барбі — 26 лютого 1944, Ла-Манш) — німецький льотчик-ас нічної винищувальної авіації, оберфельдфебель люфтваффе. Кавалер Лицарського хреста Залізного хреста з дубовим листям.

## Біографія
В 1938 році вступив в люфтваффе. Після закінчення льотної школи зарахований у важку винищувальну авіацію. В 1941 році переведений в 11-у ескадрилью 1-ї ескадри нічних винищувачів. Свою першу перемогу здобув 27 лютого 1942 року. В ніч на 20 лютого 1944 року здобув 5 повітряних перемог. В ніч на 18 серпня 1943 року його літак (Bf.110) був збитий британським винищувачем над Північним морем; Фінке встиг катапультуватися і через 18 годин був підібраний гідролітаком (радіооператор і бортстрілець загинули). Загинув у нічному бою.
Всього за час бойових дій здійснив 135 бойових вильотів і збив 54 літаки.

## Нагороди
- Нагрудний знак планериста кваліфікації C
- Нагрудний знак пілота
- Залізний хрест
  - 2-го класу (27 лютого 1942)
  - 1-го класу (1 липня 1942)
- Нагрудний знак «За поранення» в чорному
- Почесний Кубок Люфтваффе (29 березня 1943)
- Німецький хрест в золоті (2 серпня 1943)
- Лицарський хрест Залізного хреста з дубовим листям
  - лицарський хрест (19 вересня 1943) — за 29 нічних перемог.
  - дубове листя (№465; 27 квітня 1944, посмертно) — за 54 нічні перемоги.
- Авіаційна планка нічного винищувача в золоті (2 лютого 1944)